# Cinema direto
Cinema directo é uma designação que se confunde com cinema-verdade. Género teorizado por Dziga Vertov enquanto (Kino-Pravda), é adotado, atualizado e batizado por Jean Rouch enquanto cinéma vérité.

## Teoria e prática
O conceito surge no final dos anos cinquenta e refere-se, na teoria e prática, a um género de documentário que se empenha em captar, sem fins didácticos ou de ilustração histórica, a realidade tal e qual ela é (Feuillade), isto é, que procura "reproduzir" aquilo que na realidade acontece.
É um cinema do real que, admitindo um certo grau de subjectividade enquanto forma de expressão, a tenta ultrapassar com técnicas que garantam a fiabilidade ao objecto ou ao evento reproduzidos pela câmara .
Assume-se, nas suas aplicações, como ferramenta científica ao serviço da verdade. Filmando o Homem, a máquina será um meio privilegiado ao serviço da antropologia (ou da etnografia, enquanto filme etnográfico), quer como instrumento de registo e de pesquisa  (research footage) quer como objecto de estudo naquilo que produz (record footage), na ficção ou no documentário (Ver : antropologia visual e Novo Cinema).
A designação refere-se em geral ao uso da câmara (incluindo, numa fase mais tardia à suas primeiras aplicações, o uso do som directo  sincronizado com a imagem) como um meio de registo estritamente mecânico e automático de uma realidade em curso, de modo a que ela possa ser vista como «a própria natureza, apreendida no facto». Sendo um meio mecânico de reprodução do visível, altamente aperfeiçoado, um «cine-olho» capaz de filtrar as interferências subjectivas, pode ser mais perfeito que o próprio olho humano e nessa condição ser usado para fazer descobertas. A máquina de filmar é vista como capaz de captar algo categoricamente diferente do olho que ela imita. Quem pela primeira vez teorizou estes conceitos foi o russo Dziga Vertov (1896-1954), fundador da teoria do «Kino-Pravda», do cinema-verdade, sinónimo corrente de cinema direto. A sinonímia acabará por ser relativa, na medida em que, nas discussões teóricas sobre a noção de verdade, começam a surgir divergências subtis que indiciam existir diferentes práticas de cinema directo. Isso implica poder ser o cinema-verdade considerado como um ramo do cinema directo.
As ideias modernistas de Vertov, que se inseriam no movimento do construtivismo russo, inspiravam-se nos ideais estéticos do futurismo, que elegia a máquina como factor essencial do progresso. Contra os pressupostos idealistas de quem defende a inevitabilidade de o próprio «olho da câmara» ser sempre contaminado pela subjectividade, as aplicações científicas da máquina de filmar, do cinema direto, é pratica corrente em múltipas áreas do conhecimento . As teorias visionárias de Vertov, no que toca a aplicação da câmara como extensão do olho humano, são hoje plenamente justificadas pelo seu uso na descoberta de factos como aqueles revelados por sondas espaciais. Esta visão futurista de Vertov confere-lhe o estatuto de ser ele o primeiro dos pioneiros do cinema direto, entre outros que viriam a inovar com outras ousadias a um ritmo crescente :  acelarando o progresso. O olho de Vertov continua bem vivo.
A expressão cinema direto aplica-se hoje, em sentido muito restrito, para designar um movimento do cinema documentário que, entre 1958 e 1962, se desenvolveu na América do Norte, Canadá e EUA. Mais precisamente, pode-se dizer que o movimento começou em França e no Quebec, aqui representado por elementos afectos ao National Film Board of Canada (Cinéma Vérité: Defining the Moment – filme de Peter Wintonick no NFB). Nos meados dos anos cinquenta, os praticantes do free cinema no Reino Unido praticavam também a estética do cinema-verdade. Este termo foi entretanto considerado pretensioso por cineastas franceses e canadianos, que preferiram chamar-lhe simplesmente cinema direto (cinéma direct ou direct cinema).

## Pré-história
São unanimemente considerados precursores do cinema direto, nos anos vinte, o russo Dziga Vertov e o americano Robert Flaherty. A obra-chave de Flaherty é Nanook of the North (Nanook, o Esquimó – 1922) e a de Vertov Cine-Olho, filme destinado a ilustrar a teoria do documentário como método de captar a vida de improviso .
Em traços gerais, o documentário de Flaherty revela um modo de aproximação do real que não exige nenhuma ou quase nenhuma manipulação, um conhecimento prévio e íntimo das pessoas a retratar, a sua participação cúmplice com um olhar anónimo que as procura mostrar sem deformação, a consciência de que a simples presença da câmara é susceptível de lhes alterar o comportamento e que isso tem de ser superado passo a passo, a inexistência de um guião (br roteiro) pré-determinante, a encenação ocasional de situações que não traiam a realidade e, por conseguinte, de uma postura ética imparcial e objectiva. A montagem desses fragmentos de imagens animadas far-se-à por associação temática ou cronológica, gerando uma forma específica de linguagem, a do cinema.
No caso de Vertov, uma das preocupações centrais é registar de improviso a actualidade, o acontecimento, em circunstâncias em que as pessoas retratadas não agem representando, mas em que são vistas como personagens, múltiplas e anónimas, da dialética da História. Conseguir isso só pode acontecer numa perspectiva construtivista, pela montagem, num certo confronto entre quem filmou e quem foi filmado, segundo um princípio irreductível : o distanciamento (ver citação no vídeo de Edgar Morin nas referências). O propósito é criar um «cine-objecto», dotado de uma «realidade objectiva cinematografada», livre de encenação.
A ideia de montagem de fragmentos de imagens da realidade praticou-se, sem verdadeira consciência disso, entre 1850 e 1870 por fotógrafos que se aplicavam na «recriação de um tempo e de um espaço imaginários. As fotomontagens primitivas continham o germe de um meio de expressão artítical» (Bazin). A partir de 1918, usando um processo de fotomontagem, o alemão John Heartfield, elemento da vanguarda dadaísta, revolucionário e antifascista, desenvolve a ideia. Bazin cita Louis Aragon que, a propósito dele diz : «Sabemos que o cubismo foi em grande parte uma reacção dos pintores à invenção da fotografia. A fotografia, o cinema, obrigavam-nos a ter como pueril lutar pela semelhança. Tentavam assimilar dessas novas aquisições mecânicas uma ideia de arte que para uns ia ao encontro do naturalismo, para outros ao da definição da realidade». Vertov, consciente da existência também no cinema das fissuras existentes nesses retalhos de realidade, proclama no manifesto Kino-phot (1919 – 1922) : «A matéria-prima da arte não é o movimento em si mas os intervalos, a passagem de um movimento a outro. São esses intervalos (elipses) que conduzem a ação à solução cinematográfica».

## História
Previsíveis avanços técnicos dão origem a novas experiências. Novas designações surgem em finais da década de cinquenta e nos anos sessenta, motivadas pelo desejo de levar as coisas cada vez mais longe :  free cinema, cinéma vérité, direct cinema, candid eye. O movimento alastra em vários países ao mesmo tempo : Inglaterra, França, Estados Unidos e Canadá. À máquina de filmar junta-se o som síncrono, sonho de Vertov, nova revolução com consequências enormes. A imagem animada saída do grande écran colonizará o pequeno e, num curto espaço de tempo, entrará em casa de toda a gente por via da televisão. No documentário, antes desta aventura, teórica e prática, o som do cinema direto de directo nada tinha : sons gravados depois de captada a imagem e com ela articulados na montagem, às vezes, como na ficção, diálogos dobrados, artificialmente sincronizados, provocando um efeito de verosimilhança e não de verdade.
Um dos pioneiros na reprodução mecânica da imagem animada do cinema direto, o canadiano Michel Brault, elemento ativo do Office National du Film, responde a um desafio de Jean Rouch para se deslocar a Paris no verão de 1960, a fim de participar numa aventura inédita que se tornará histórica, no prosseguimento de uma outra, Moi, un Noir (1958), em que Rouch nos dá a ouvir em voz over os comentários do herói sobre as suas atrevidas démarches. Rouch, sonhando o sonho de Vertov de um cinema-verdade que retratratasse o dia-a-dia de qualquer um, em qualquer momento e em qualquer parte, associando os princípios do «cine-olho» e da «rádio-orelha» do pioneiro russo, põe o sonho em prática – um sonho de 1933, ano em que o cinema ainda mal balbuciava as suas primeiras palavras,  usando truques (a dobragem) e pesadíssimas ferramentas – e filma uma «entrevista em directo», coisa que Vertov gostaria de ter visto e ouvido. Rouch tinha o olho posto em dois protótipos ligeiros, um de registo de imagem, a câmara de 16 mm Coutant-Eclair (ver aparelho), e outro de registo de som, o gravador  Nagra (en:Nagra), sincronisável com a imagem. Para pôr esse sonho no écran, Rouch imagina, com o sociólogo Edgar Morin, a realização de um filme fundador que se chamaria Chronique d’un été (Crónica de um Verão). Os protótipos seriam  testados, Brault seria o operador de câmara e o filme acabaria por se tornar referência histórica .
Estariam em causa as verdades e mentiras do espelho e, ciente disso, Rouch prosseguirá a aventura por outras paragens, fazendo filmes cada vez ousados, fazendo com que a câmara, agora leve e sonora, não se limitasse a registar mas que também interviesse na realidade, de modo a tornar a própria realidade mais explícita e transparente. A máquina de filmar, enquanto presença discreta como «mosca na parede», tal como Brault a usava, opta pela intromissão "inconveniente", torna-se participante: põe-se a mosca a voar.
Feitas as contas, o próprio Edgar Morin descreve assim a coisa   : «Há duas maneiras de conceber o cinema do real. A primeira é pretender dar a ver o real, a segunda de levantar o problema do real. Do mesmo modo, havia duas maneiras de conceber o problema do cinema-verdade. A primeira era de pretender fazer surgir a verdade. A segunda era de levantar o problema da verdade» . Torna-se a classificação mais subtil : o historiador americano Erik Barnouw, às tantas, acaba por dizer que afinal aqueles que fazem cinema directo são de facto como a tal mosca invisível à espera que algo surja enquanto os que fazem cinema-verdade são os provocadores, os participantes e os catalisadores do evento (da «crise», the crises). Será, é claro, a atitude do realizador, a sua ética em relação à função de um filme, aquilo que estabelecerá a diferença.
Brault mete água na fervura referindo uma abalizada percepção do assunto. Vem isso a propósito de um filme de 1961 chamado La Lutte, sobre a prática desportiva do catch e a questão da luta em sentido mais lato, filme feito em Montreal. Roland Barthes, um dos ilustres representantes franceses da semiologia e autor da obra Mythologies encontrava-se na cidade e colaborou na concepção do filme. Nesse livrinho tinha ele abordado o problema do filme de actualidades e do documentário enquanto significantes do real. Entende Barthes que ambos os géneros podem esconder mitos e ideologias. Sabiam Brault e colaboradores que a prática desse desporto é cheia de truques : os lutadores fazem de conta que lutam e não se magoam, é tudo ilusão. O facto implicava as tais questões de ordem ética que se colocam a quem não pretende deshonrar a verdade do documentário. «Roland Barthes convenceu-nos de que não seria preciso revelar o truque, que, antes pelo contrário, mais valia realçar o facto de os lutadores serem grandes actores e que isso seria bom para mostrar a relação existente entre o espectador e o teatro ao qual assiste».
Tudo isto acontecia na época da «revolução tranquila», a da Quiet revolution, quando os franceses reagiam contra a minoria inglesa do  Quebec, numa período em que era pouca a formação universitária, em que o predomínio anglicano se fazia sentir na vida pública, nas instituições, em que a discriminação social se acentuava em relação aos cidadãos de origem francesa, em que a industrialização imperava, em que as mudanças sociais e económicas do baby boom  acompanhavam o enriquecimento do período do pós-guerra (1945-1975), em que o enfraquecimento das sociedades rurais se acentuava. Artistas e intelectuais de então, empenhados na consolidação da independência, questionavam a situação e certos cineastas faziam o que podiam para documentar as mudanças. Les Raquetteurs, é um filme chave desse momento da história.
Pierre Perrault,  outro canadiano, menos ortodoxo, poeta, dramaturgo e realizador da rádio, arrisca mais ainda, provocando situações que se mete a filmar. É o caso, por exemplo, do documentário Pour la suite du monde (1963). Para o fazer, convence dois velhos pescadores da Ilha dos Coudres a irem à pesca do cachalote, que não se faz desde 1924, junto com um grupo de jovens. O filme que daí resulta será menos um documentário sobre a pesca que sobre a memória e a linhagem de um grupo social em via de extinção. Algo de parecido com aquilo que Robert Flaherty já fizera em 1934 na ilha de Aran, em mares remotos da Irlanda .
Nos EUA os trilhos pisados por quem aposta na captação directa das imagens animadas levam a outras paragens. Aqui as realidades sociais têm já uma expressão mais política que social e as iniciativas são mais empresariais que individuais. Um certo jornalista da revista Life, Robert Drew, resolve aplicar os métodos do fotojornalismo ao cinema e funda a Drew Associates, empresa em que trabalham  Richard Leacock, D. A. Pennebaker, Terence Macartney-Filgate e também os Albert and David Maysles. Para o poderem fazer o melhor possível experimentam tecnologias que resultam mas não vingarão, sincronizando a imagem com o som por meio de um mecanismo de relógio. Em 1960 produzem três filmes para a  Time-Life Broadcast : Yanqui, No! , Eddie (On the Pole)  e Primary.
Filmam também na América do Sul, para ilustrar as difíceis relações entre esta parte do mundo e o seu país : Yanqui, No! . Primary é um documentário de 1960 sobre a campanha presidencial primária de Wisconsin que coloca os senadores John F. Kennedy e Hubert H. Humphrey nas luzes da ribalta e que será tido como uma das prefigurações americanas do cinema directo para a televisão.
É a partir dos meados dos anos sessenta que o cinema directo parte à conquista do mundo, fazendo acreditar nas crenças de Jean Rouch e dando aso a que as suas divagações filosóficas sobre o processo se multipliquem. Conquista a televisão, fica refém dos poderes que a comandam mas entrega-se também aos que, em lugares do mundo como a América Latina, entendendo os seus princípios revolucionários, dele se servem noutra perspectiva.

### Em Portugal
Em Portugal António Campos, um dos representantes no documentário do Novo Cinema, é um dos pioneiros do cinema directo,  numa experiência algo solitária (A Almadraba Atuneira – 1961, como as de António Reis, Ricardo Costa ou de Pedro Costa. Inicia no documentário o movimento do Novo Cinema como amador. Prossegue nos anos setenta, explorando temas associados à antropologia visual, preocupação central no documentário que se empenha em dar a ver aspectos da vida em situações reveladoras da condição humana.
O movimento do cinema directo português terá um significativo desenvolvimento após a Revolução dos Cravos, quando o derrube do regime censório do fascismo permite a livre expressão de ideias em várias áreas do conhecimento, nas artes e na comunicação. A reviravolta política é bastante visível no cinema e, em particular, na televisão, no único canal então existente, a RTP, que aceita a colaboração de produtores externos que se dedicam à produção de documentários. O cinema militante,  que prefere enquadrar o homem na sua classe social, torna-se prática corrente que se mantem durante todo o PREC. O documentário de cariz antropológico manter-se-à sem quebras muito significativas e terá o futuro garantido. Na sua prática empenham-se realizadores que, seguindo as tendências traçadas desde os primórdios, ora procuram retratar o real em termos de puro cinema directo, ora, servindo-se também do olho neutro da câmara, para o fazerem mais como forma de linguagem  articulada, explorando os processos de montagem, como preconizavam Dziga Vertov e Eisenstein, exporando a «música da imagem».
É em particular durante a década de setenta que o cinema directo floresce em Portugal no campo da antropologia visual, prolongando-se o seu uso nas décadas seguintes, adoptado por outros autores. São António Campos (Gente da Praia da Vieira) e Ricardo Costa (Avieiros), em 1975, quem pela primeira vez recorre em Portugal ao uso do diálogo espontâneo gravado em som directo, sem prévio registo escrito, em dois filmes de longa-metragem que abordam o mesmo tema.
Os primeiros documentários do Novo Cinema português em que o som directo é usado são:
- Belarmino (1964), longa-metragem de Fernando Lopes
- Festa, Trabalho e Pão (1973), curta-metragem de Manuel Costa e Silva
- Jaime (1974), curta-metragem de António Reis e Margarida Cordeiro
- Gente da Praia da Vieira (1975), longa-metragem de António Campos
- Avieiros (1975), longa-metragem de Ricardo Costa
- Máscaras (1976), longa-metragem de Noémia Delgado

### No Brasil
- O cinema verdade no Brasil – artigo de Letícia Ramos in: TEIXEIRA, Francisco Elinaldo, Documentário no Brasil: tradição e transformação, São Paulo: Summus, 2004
- Uma breve história sobre o cinema documentário brasileiro – comunicação de  Flávia Rodrigues na CES Revista | v. 24 | Juiz de Fora | 2010
- Breve histórico do cinema-direto no Brasil – artigo de David Neves na revista CONTRACAMPO
- A Revolução do Direto: Estudo sobre o Cinema Direto (procedimentos estilísticos, as principais características e cineastas do cinema direto) – texto de Gleydson Azevedo, Revista Universitária do Audiovisual, 15 de dezembro 2011
- Nascimento do Cinema Direto – curta-metragem com referências à pratica do género no Brasil (para ver o filme introduzir no motor de busca esta frase: Youtube filme Nascimento do Cinema Direto)

## Alguns filmes marcantes
LISTA CRONOLÓGICA até 2010
- 1956 On the Bowery (No Bowery). Aventuras e desventuras de um grupo de boémios típicos do Bowery, 'o bairro mais miserável de Nova Iorque' – Lionel Rogosin, (docuficção) [16] NB: este filme será um percussor do cinema direto visto não existirem ainda equipamentos síncronos ligeiros de imagem e som quando o filme foi produzido. Foi feito em película de 35 mm e com vetusto e pesado equipamento de gravação de som.
- 1960 Primary (Primárias) [17] – Robert Drew [18]. Campanha para a eleição do Presidente dos EUA, disputada entre John F. Kennedy e Humphrey Hubert [19][20] Neste filme é usado um modelo de câmara portátil de 16 mm, juntamente com um gravador de som rudimentar que permitia gravação síncrona de imagem e som. É inovador enquanto pioneiro da prática de jornalismo filmado.
- 1961 : Chronique d'un été (Crónica de um Verão) – Jean Rouch, co-realizado com Edgar Morin. Prémio da Crítica do Festival de Cannes, é o primeiro filme na história do cinema em que é usado equipamento revolucionário de filmagem, ligeiro e portátil, com gravação síncrona de imagem e som, em entrevistas na rua, feitas de improviso, método inovador e pioneiro do cinema-verdade, ao serviço da etnografia.[21] A máquina de filmar Éclair-Coutain (a par do gravador Nagra de fabrico suíço) seria, a partir daí, adotada para filmagens fora do estúdio por praticamente todas as estações de televisão do mundo. Nessa época a câmara Éclair-Coutain era um dos produtos mais exportados pela França.
- 1963 Crisis: Behind a Presidential Commitment (Crise: por detrás de um compromisso presidencial) – Robert Drew. Cinco equipas de filmagem cobrem a campanha eleitoral para a presidência dos EUA.[22]
- 1963 The Chair (A cadeira) – Robert Drew. O filme segue a cruzada do advogado Louis Nizer, que se lança numa aguerrida campanha para livrar da cadeira elétrica um afro-americano, Paul Crump, acusado de ter assassinado um segurança no assalto a um matadouro de Chicago, em 1953.[23]
- 1965 The Mills of the Gods: Viet Nam (Moínhos dos Deuses: Vietnam) – Beryl Fox.[24] Filme  'que continua a chocar’, documenta a Guerra do Vietnam.
- 1966 Meet Marlon Brando (Encontro com Marlon Brando) – Albert e David Maysles.[25][26] Jornalistas de toda a América entrevistam Marlon Brando num quarto de hotel de Nova York, no lançamento do filme Morituri, que versa sobre uma sabotagem das forças aliadas de um navio mercante alemão com importante carga de borracha, produto crítico durante a Segunda Guerra Mundial. A entrevista será decisiva para a carreira do ator.
- 1967 Don't Look Back (Não olhem para trás) – D. A. Pennebaker. Cobertura do concerto de Bob Dylan na sua tourné pela Inglaterra em 1965.
- 1968 Chiefs (Chefes) – Richard Leacock. Filme sobre um encontro de chefes da polícia no Havaí, em 1968, para controlo de armas, de movimentos juvenis, de manifestações que assolam todo o país em protesto contra a Guerra do Vietnam
- 1969 Salesman (O caixeiro viajante) – Albert e David Maysles juntamente com Charlotte Zwerin. Vendedores fanáticos da Bíblia andam de porta em porta percorrendo vários estados norte-americanos.
- 1970 Gimme Shelter (Dêem-me abrigo) – Albert e David Maysles com Charlotte Zwerin. Documentário sobre os Rolling Stones.[27]
- 1976 Harlan County U.S.A. (a greve dos mineiros de carvão de Kentucky em 1970), de Barbara Kopple (Ver filme).[28] É um clássico do género e foi premiado com um Óscar.
- 1976 Changing Tides (Mau Tempo, Marés e Mudança) – Ricardo Costa. No formato de docuficção, é um retrato do poeta popular algarvio Manuel Pardal, pescador na Quarteira por conta própria. Faz parte da série Mar Limiar, à qual pertence a curta-metragem do mesmo ano Às Vezes Custa, sobre a extinta arte da xávega na Nazaré, que pode ser visto em linha introduzindo no motor de busca a frase seguinte: youtube filme Às Vezes Custa.
- 1976 Grey Gardens (Jardins de Cinza) – Albert e David Maysles. A história verdadeira de Edith Bouvier Beale, envolvendo Jacqueline Kennedy [29]
- 1992 Brothers' Keeper (O caseiro dos irmãos) – Joe Berlinger e Bruce Sinofsky. Denúncia de um grave erro de justiça.[30][31][32]
- 2010 Almanya – Willkommen in Deutschland (Bem vindos à Alemanha) – Agostino Imondi, italiano, e Dietmar Ratsch, alemão. Documentário musical alemão sobre o tema da integração social de imigrantes libaneses em zonas suburbanas, retrata as vivências de Akkouch Hassan, de dezoito anos, de Lial, de dezanove e de Maradona de catorze, músicos de sucesso e  breakdancers que vivem em Berlim. Cresceram com o hip hop, dançam na rua. As dificuldades levam porém os dois adolescentes a entrar em rivalidade perante o desejo de apenas ser um deles o amparo da família.[33].